# Arckanum
Arckanum é uma banda de black metal da Suécia. Arckanum é conhecida pelo seu som primitivo, com um aspecto propositalmente mal-feito, rústico. As letras são escritas em sueco antigo e falam sobre caos, ocultismo e sentimentos humanos. A banda é composta por apenas um membro, Shamaatae, que também toca na banda The HearseMen.

## Discografia

### Álbuns
- Fran Marder, (1994)
- Kostogher, (1997)
- Kampen, (1998)
- Antikosmos, (2008)

### EPs
- Boka Vm Kaos, (2002)
- Kosmos Wardhin Dræpas Om Sin, (2003) [Split com Contamino]
- Kaos Svarta Mar, (2004) [Split com Svartsyn]

### Demos
- Demo -93, (1993)
- Rehearsal 93, (1993)
- Rehearsal 94, (1994)
- Trulen, (1994)

### Compilações
- Arckanum: The 11 Year Anniversary Album, (2004)